# Aéronaute

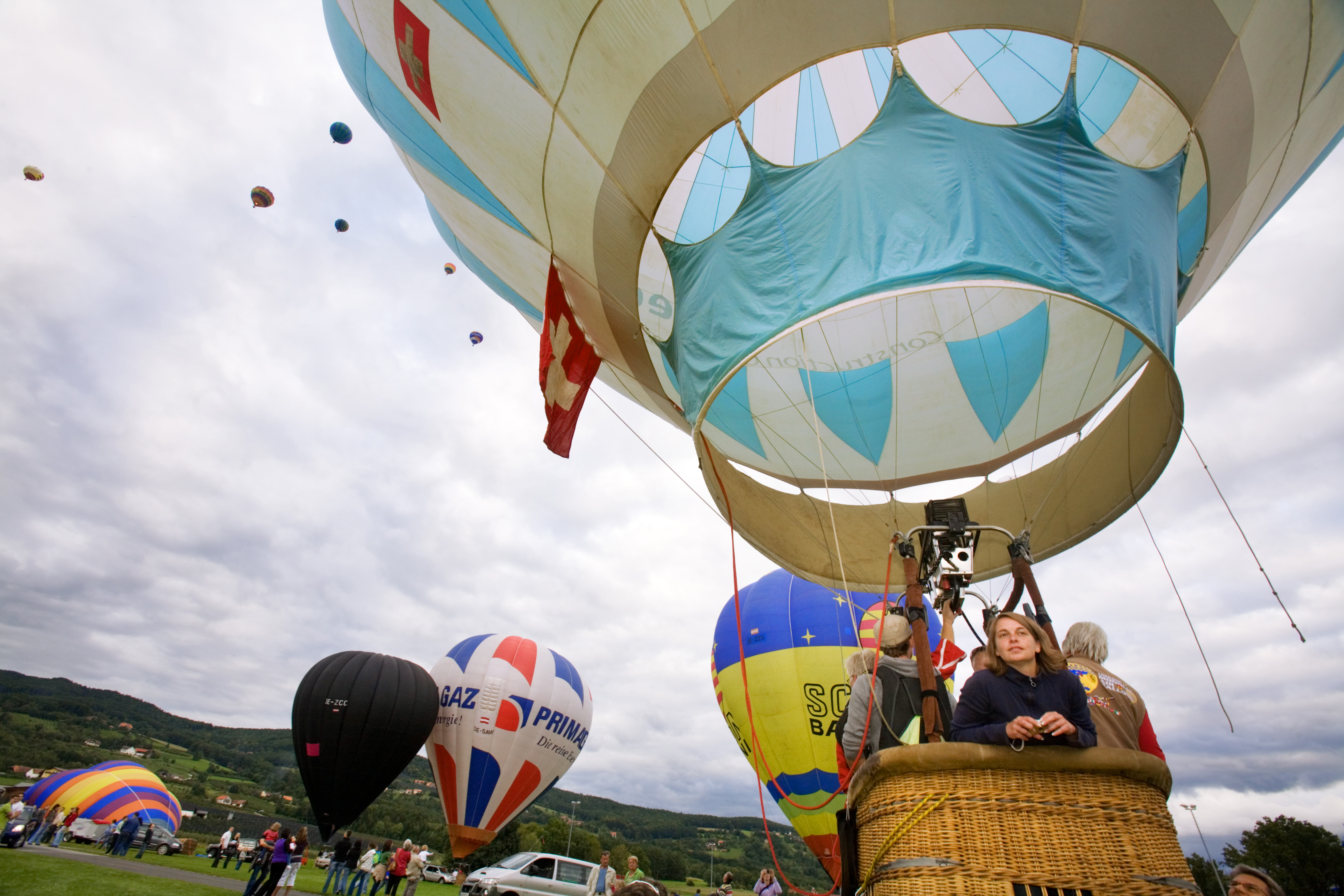
Aéronautes.

Un aéronaute est une personne qui pratique l'aérostation en ballon libre.
Le pilote de ballon captif est appelé « aérostier » (du latin « stare », rester immobile), terme qui désigne uniquement les pilotes et membres d'équipage de ballons militaires d'observation, reliés au sol par un câble.

## Histoire
C’est le 4 juin 1783 que les frères Montgolfier réussirent à Annonay leur première expérience en utilisant la force ascensionnelle de l’air chaud. Les premiers aéronautes furent Jean-François Pilâtre de Rozier et le Marquis d'Arlandes le 21 novembre 1783, à bord d'une montgolfière.
Les premiers aéronautes à bord d'un ballon à gaz furent le physicien Jacques Charles et Marie-Noël Robert, le 1er décembre 1783. La première aéronaute à bord d'un ballon à gaz fut Élisabeth Tible le 4 juin 1784.
Le capitaine Jean Marie Coutelle mis au point le premier aérostat militaire dans la ville de Maubeuge, ce ballon fut emmené à pied par des soldats vers le village austro-belge de Fleurus en juin 1794 et il contribua à la victoire de Fleurus remporté par le général Jean baptiste Jourdan le 26 juin 1794.
Les soldats durent tenir à bout de cordes ce ballon pendant 35 km ! (distance entre Maubeuge et Fleurus près de Charleroi en Belgique actuelle). Jeanne Labrosse devient le 10 novembre 1798 l'une des premières femmes au monde à piloter elle-même un ballon. Sophie Blanchard est la première femme aéronaute professionnelle et la première à périr dans un accident aérien lorsque son ballon prend feu dans les airs au-dessus des jardins de Tivoli le 6 juillet 1819.
Henri Giffard effectue le premier vol en dirigeable le 22 septembre 1852.
En 1870, pendant le siège de Paris qui dura 133 jours, 66 aérostiers quittèrent Paris en « ballon monté ». Ils emmènent le courrier des parisiens et quelques passagers célèbres comme le ministre Léon Gambetta. Le premier ballon, le Neptune, décolla le 23 septembre 1870 de la place Montmartre à 8 heures. Commandé pendant le siège de Paris, par le gouvernement de la Défense nationale, l'Aérostat dirigeable Dupuy de Lôme à propulsion humaine effectue un vol d'essai le 2 février 1872 sous la direction de Henri Dupuy de Lôme.
Les aérostiers militaires sont des Sapeurs du Génie. Les compagnies d'aéropostiers réapparaissent le 19 mai 1886 dans les quatre grands régiments du Génie, Bonaparte les ayant dissous auparavant. Elles sont regroupées le 1er avril 1904 pour former, sous les ordres du chef de bataillon Hirschauer, le 25e Bataillon du Génie. Au début de la Première Guerre mondiale, ils sont dans les bataillons de Places. Par la suite, après les premières expériences du capitaine Jacques Théodore Saconney, un as du cerf-volant, polytechnicien et militaire français, le nombre de compagnies ira croissant. Elles seront plus de 70 en 1918. Elles passeront ensuite à l'Armée de l'air. La gloire méritée des « plus lourds que l'air » pendant la Grande Guerre, suscite la création de l'armée de l'air. Après la Première Guerre, le corps des aérostiers qui relève de l’arme du génie devient une arme à part entière : l’aérostation. En juillet 1920 sont créés le 1er et le 2e régiment d’aérostation et d’observation, l’un à Versailles et l’autre à Toulouse.

## Quelques aéronautes célèbres
- Nadar, caricaturiste, aérostier et photographe français, a réalisé le 23 octobre 1858 la première photographie aérostatique au-dessus du Petit-Bicêtre.
- Jules Verne a écrit sur les ballons (Cinq semaines en ballon, L'Île mystérieuse), mais il a aussi pratiqué des ascensions.
- Louis Capazza, second aéronaute à avoir traversé la Manche et premier à s'être rendu en Corse depuis la métropole.
- Marie Marvingt, aéronaute et entre autres pionnière de l'aviation sanitaire.
- Alberto Santos-Dumont contourne la tour Eiffel avec un dirigeable en 1901.
- Jules Dubois , coureur cycliste célèbre, se reconvertit comme aérostier, et réalise le voyage entre Saint Cloud et la Russie, soit 1 394 kilomètres.
- Le physicien Auguste Piccard accompagné de Paul Kipfer établissent un record d'altitude à 16 000 mètres le 28 mai 1931.
- Son petit-fils, Bertrand Piccard, fit le premier tour du monde en ballon, terminé le 20 mars 1999. Le premier pilote du ballon était l'instructeur britannique Brian Jones.
- Wilhelmine Reichard, une des premières femmes à diriger un aéronaute seule.
- Sophie Blanchard, première aéronaute professionnelle

## L’aéronautique militaire

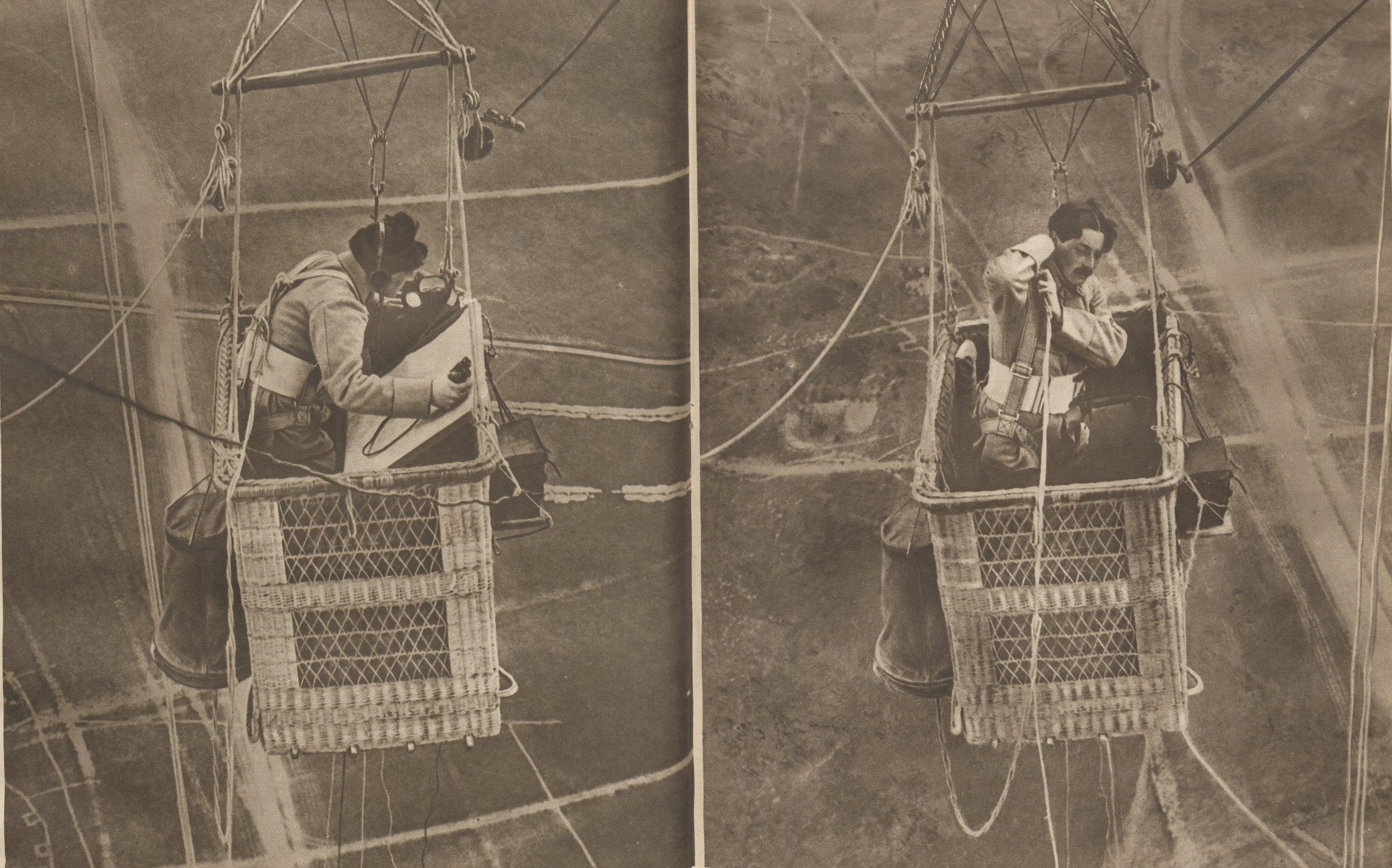
Observateur aérien français sous ballon captif pendant la Première Guerre mondiale en 1917.

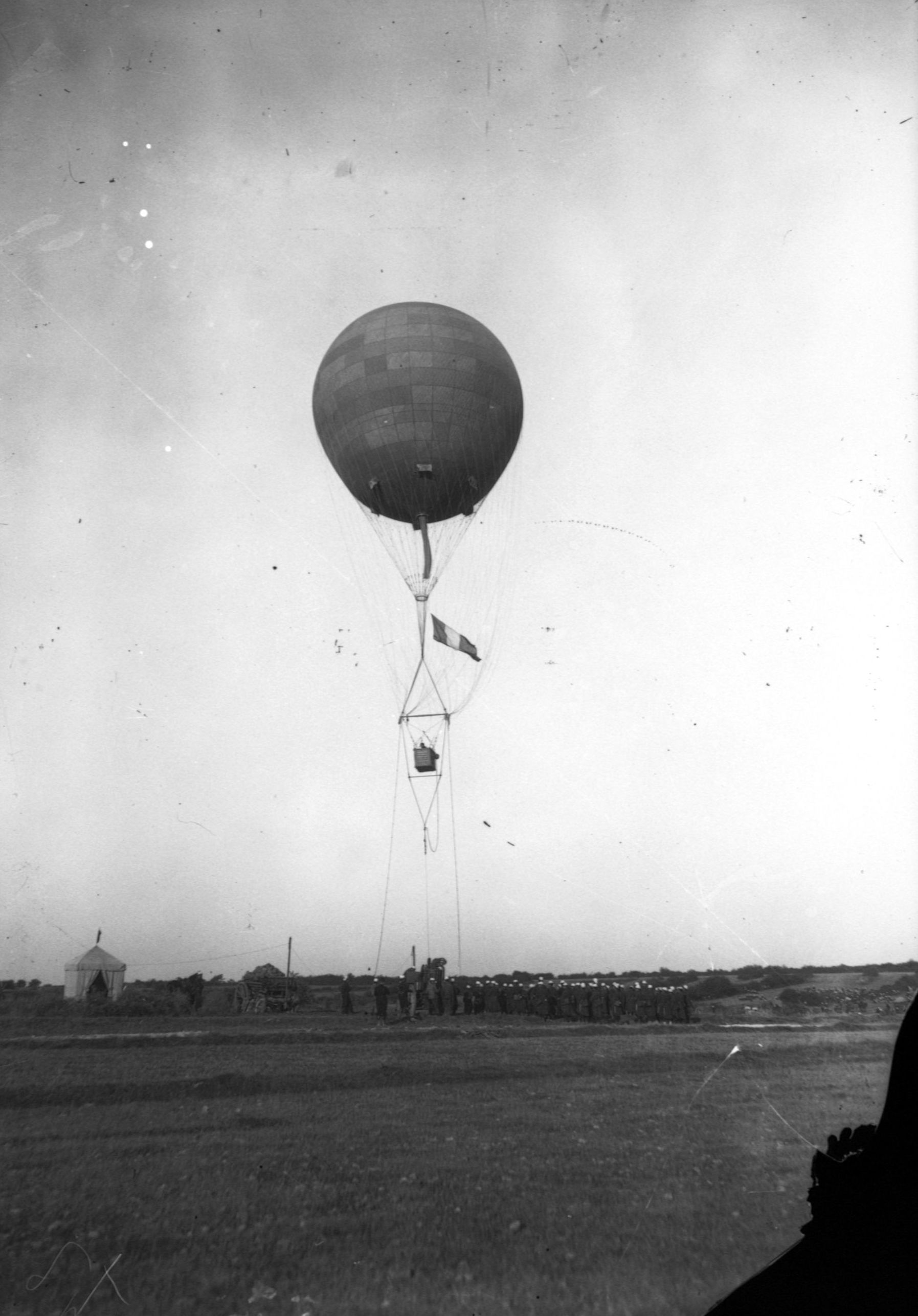
Aérostiers à Beauchemin (Haute-Marne) en 1915.

Dès la fin de l’année 1784, le lieutenant du Génie Meusnier présentait à l’Académie des Sciences la théorie complète de l’équilibre des ballons, inventait le ballonnet compensateur et étudiait un projet très remarquable de ballon dirigeable.
Dix ans après, sous la conduite du capitaine Coutelle, la compagnie d’aérostiers, créée par le Comité de salut public et organisée par les ateliers de Chalais-Meudon, prenait la part que l’on sait à la victoire de Fleurus.
Le 28 juin 1799, le Directoire, supprime la compagnie d’aérostiers et l’Ecole de Chalais-Meudon. Cette disparition d’un foyer ardent d’études aéronautiques eut les plus fâcheuses conséquences. Les travaux si remarquables de Meusnier, qui auraient dû avoir une si grande influence sur le développement de l’aéronautique, passèrent inaperçus et, à part les tentatives faites en 1852 par Henri Giffard, qui construisit deux dirigeables, l’aéronautique resta la chose des forains.
Il a fallu la secousse de 1870 pour que l’attention fut appelée sur les services qu’elle pouvait rendre à la défense nationale. Lors du siège de Paris, on avait songé à l'aérostation militaire, et un corps d'aérostiers avait été formé sous le commandement du lieutenant-colonel du génie Jacques Philippe Henri Usquin, qui était professeur d'Art militaire à l'Ecole Polytechnique. Les ascensions du siège de Paris et, en particulier, celles de Gambetta et de Tissandier mirent les esprits en éveil. Dupuy de Lôme construit son dirigeable à propulseur humain.
Charles Renard, lieutenant du génie, met en lumière et complète les lois de Meusnier sur le plus léger que l’air et les travaux de Mouillard, Pénaud, Marey sur le vol des oiseaux. En 1874, il est nommé secrétaire de la commission des communications aériennes qui est créée sous la présidence du colonel du génie Laussedat. La grave blessure qu’il reçoit au cours d’une ascension du ballon l’Univers, dont la soupape a mal fonctionné, et son long séjour à l’hôpital sont pour lui l’occasion de réflexions sur le rôle et la constitution de cet organe essentiel, il invente alors celle qui porte son nom ; et sur la construction aéronautique en général dont il projette de réformer radicalement les procédés rudimentaires employés jusqu’alors. Après sa guérison, l’École de Chalais-Meudon rouvre ses portes sous sa direction et sous le nom d’Établissement Central de l’Aérostation Militaire en 1876.
Dès lors, les ateliers se développent, les études se multiplient, les résultats se succèdent : 
- 1877 : création du premier ballon captif La Sentinelle.
- 1879-1881 : mise au point de différents procédés de fabrication de l’hydrogène, invention de la machine à essayer les cordages, établissement d’un modèle réglementaire de ballon captif suivi immédiatement de la constitution du premier parc d’armée, en collaboration avec Krebbs.
- 1882 : Albert Tissandier expérimente un aérostat actionné par des piles à bichromate de potasse.
- 1884-1885 : Krebbs et Renard étudie la construction d’un ballon dirigeable. L’intervention de la pile chlorochromique permet la sortie du dirigeable la France, monté par Renard et Krebbs.
- 1890-1894 : études sur les moteurs légers, les perfectionnements du mode de construction des ballons allongés et les nouvelles recherches sur leur équilibre par le capitaine Voyer. Construction des voitures à tubes, d’hydrogène comprimé, de machine à comprimer, l’étude et la réalisation d’une usine électrolytique, les travaux sur les chaudières légères et les turbines à vapeur, l’emploi des empennages pneumatiques pour assurer la stabilité des dirigeables. les expériences sur les hélices, sur la résistance des carènes aériennes et sur les modes de suspension des nacelles pour ballons dirigeables.
- 1896- 1899 : création de parcs pour ballons de siège (avec la collaboration des capitaines Bornschneck et Penet) ; la construction du train Renard (avec le capitaine Bornschneck) ; le projet complet de ballon dirigeable[4].